# Longchang (köping i Kina, Inre Mongoliet)
Longchang (kinesiska: 隆昌, 隆昌镇) är en köping i Kina. Den ligger i den autonoma regionen Inre Mongoliet, i den norra delen av landet, omkring 740 kilometer nordost om regionhuvudstaden Hohhot. Antalet invånare är 39959. Befolkningen består av 19 581 kvinnor och 20 378 män. Barn under 15 år utgör 15,0 %, vuxna 15-64 år 77 %, och äldre över 65 år 7,0 %.
Genomsnittlig årsnederbörd är 514 millimeter. Den regnigaste månaden är juni, med i genomsnitt 141 mm nederbörd, och den torraste är december, med 3 mm nederbörd.